# سيرفيغنانو ديل فريولي
سيرفيجنانو ديل فريولي، هي بلدية في كيان اللامركزية الإقليمية في أوديني ، في فريولي فينيتسيا جوليا ، إيطاليا. وهي المدينة الأكثر أهمية في باسا فريولانا . تقع على بعد حوالي 12 كيلومتر (7 ميل) من بحيرة جرادو وعلى بعد حوالي 18 كيلومتر (11 ميل)تبعد عن البحر الأدرياتيكي ؛ ومن وجهة نظر القدرة على البقاء، فإن موقعها غريب لأنها تقع عند تقاطع الطريق السريع (SS14) الذي يربط البندقية بترييستي ، والطريق السريع (SS352) الذي يربط أوديني بجرادو. ومع ذلك، فإنه فيسيرفينيانو ينتهي خط السكة الحديدية من النمسا ، والذي يمر عبر تارفيسيو وأوديني، ويرتبط بخط من البندقية إلى ترييستي. منطقة ستراسولدو هي واحدة من أجمل قرى إيطاليا.

## التاريخ
ولد سيرفينيانو مع تأسيس أكويليا عام (181) قبل الميلاد. بواسطة الرومان لوسيو مانليو أسيدينو، وبوبليو سكيبيون ناسيكا، وكايو فلامينيو، الذين أُرسلوا من روما لهزيمة البرابرة الذين كانوا يهددون الحدود الشرقية لإيطاليا. كالعادة، تم سكن المنطقة القريبة من أكويليا من أجل إقامة مستوطنة في المنطقة.
تقرأ بعض وثائق عام (912) عن سيرفينيانا أو سيرفيجنانو: الاسم يأتي من اسم عائلة رومانية قديمة، سيرفينيوس أو سيرفونيوس، مع اللاحقة (anus) لتعني ملكية الأرض التي ولد فيها سيرفينيانو. ومع ذلك، تم ربط الاسم بشكل خاطئ بالكلمة اللاتينية cervus (أو بالكلمة الإيطالية cervo)، والتي تعني "الغزلان"، وتستحضر غابة كبيرة تسكنها الغزلان؛ ولهذا السبب يمكن رؤية غزال في القسم الأيسر من درع البلدة. الجزء الأيمن من الدرع عبارة عن مرساة، في إشارة إلى الميناء القديم على نهر أوسا، وهو ذو صلة بالحياة الاقتصادية للمدينة.
خلال القرن الحادي عشر تم بناء دير لأمر القديس بنديكتوس. كانت مخصصة للقديس ميخائيل رئيس الملائكة وكان يسيطر عليها دير أكويليا وكونت غوريزيا. في عام 1420، تم غزو سيرفينانو من قبل البندقية وفي عام 1521 عاد إلى مقاطعة غوريزيا بموجب معاهدة الديدان. في عام (1615) تم غزوها من قبل البندقية خلال حرب غراديسكا ولكن ذلك كان لفترة قصيرة جدًا. أصبحت المدينة جزءًا من إيطاليا بعد الحرب العالمية الأولى.
وفي عام (1923) أصبحت البلدية جزءًا من مقاطعة أوديني، إلى جانب بلديات أخرى في نفس المنطقة، ولا تزال تابعة لها حتى اليوم.

## المواصلات
- محطة سكة حديد سيرفيجنانو-أكويليا-جرادو